# Петин, Николай Николаевич
Николай Николаевич Петин (2 (14) мая 1876, Вологда — 7 октября 1937, Москва) — русский и советский военачальник, комкор (20.11.1935) (1935).

## Биография
Родился в 1876 году в семье офицера (на момент его рождения отец служил в чине капитана). Учился в Нижегородском кадетском корпусе (окончил в 1894 году). Как и отец, он избрал для себя военную профессию, вступив в Русскую императорскую армию в 1894 году. Закончил Николаевское инженерное училище в Санкт-Петербурге в 1897 году. Служил в саперных частях (13-й сапёрный батальон, Гренадерский сапёрный батальон, Туркестанский сапёрный батальон), участвовал в русско-японской войне.
Окончил Николаевскую академию Генерального штаба (1907; по 1-му разряду), был причислен к Генеральному штабу. Продолжал службу на штабных должностях в Варшавском военном округе. Участник первой мировой войны, во время которой был помощником начальника отделения штаба Северо-Западного фронта, старшим адъютантом отдела генерал-квартирмейстера 12-й армии, начальником отделения в управлении генерал-квартирмейстера Северо-Западного фронта. Затем был командиром стрелкового полка, начальником штаба 8-й Сибирской стрелковой дивизии, начальником штаба 34-го и 50-го армейских корпусов, помощником генерал-квартирмейстера и генерал-квартирмейстером Юго-Западного фронта.
Последний чин в русской армии — генерального штаба полковник (ПАФ 25.09.1917, старшинство от 06.06.1914).
С первых дней Октябрьской революции Петин перешёл на сторону большевиков. С мая 1918 года — начальник мобилизационного управления Беломорского военного округа (Архангельск).  Когда в августе 1918 года в Архангельске высадились англичане, Реввоенсовет назначил его на пост начальника штаба VI армии. Под руководством Петина была разработана и проведена Шенкурская операция. Её итогом стало освобождение г. Шенкурска и поражение интервентов, что создало благоприятные предпосылки для установления на Севере России советской власти. В мае 1919 назначен начальником штаба Западного фронта. В октябре 1919 года назначен начальником штаба Южного фронта. Когда Южный фронт 10 января 1920 года был переименован в Юго-Западный фронт, Н. Петин был оставлен его начальником штаба.
Известна история, когда в период борьбы против армий П. Н. Врангеля друживший много лет с Петиным генерал П. С. Махров обратился к нему с письмом, предлагая перейти на сторону белых. Ответ Петина с категорическим отказом и выражением уверенности в скором разгроме Врангеля был передан в штаб Врангеля по радио. 

Фото 1914 г.

22 декабря 1920 года приказом № 18 командующего Вооружёнными Силами Украины и Крыма Полевое управление Юго-Западного фронта и управление КиевВО сливаются в новое управление КиевВО. Командующим войсками округа назначен Егоров А. И., начальником штаба назначен Петин Н. Н.
В апреле—ноябре 1921 года Петин Н. Н. был командующим войсками Киевского военного округа.
В 1921 году награждён орденом Красного Знамени за «талантливую разработку всех оперативных соображений в должности начальника штаба фронта».
С ноября 1921 года — помощник главнокомандующего Вооружёнными Силами Республики по Сибири и член Реввоенсовета Республики. С упразднением этой должности в мае 1922 года — командующий войсками Сибирского военного округа, с 25 января 1923 года – командующий войсками Западно-Сибирского военного округа. С апреля 1924 года служил на должности начальника Главного управления РККА, будучи одним из автором и главных исполнителей военной реформы в РККА 1924-1925 годов. Однако после внезапной смерти наркома М. В. Фрунзе, в ноябре 1925 года вновь стал командующим Сибирским военным округом. С ноября 1928 года по апрель 1930 года Н. Н. Петин состоял для особо важных поручений при РВС СССР и был заместителем начальника Главного управления РККА.
С мая 1930 года назначен инспектором инженерных войск РККА, в феврале 1932 года должность переименована в «начальник инженеров РККА». Под руководством Петина в пограничных округах на Дальнем Востоке шло строительство дорог и военно-морских баз, объектов береговой обороны.
С декабря 1934 года — первый начальник Инженерного управления РККА, созданного во-многом благодаря его настойчивой работе по повышению роли инженерных войск. С 1932 года являлся кандидатом в члены ВКП(б).
Арестован 5 июня 1937 года. Военной коллегией Верховного суда СССР 7 октября 1937 года по обвинению в участии в военном заговоре приговорён к расстрелу. Приговор приведён в исполнение в тот же день. Захоронен на Донском кладбище. Были также арестованы и расстреляны два сына Н. Петина.
Определением Военной коллегии от 29 сентября 1956 года был реабилитирован.

## Награды

### СССР
- Орден Ленина (1936)
- Орден Красного Знамени (9.05.1921)

### Российской империи
- Орден Святого Станислава 3-й степени (1901)
- Орден Святой Анны 3-й степени (1905)
- Орден Святого Станислава 2-й степени (16.07.1911)
- Орден Святого Владимира 4-й степени с мечами и бантом (22.02.1915)
- Орден Святого Владимира 3-й степени (9.06.1916)
- мечи к ордену Святого Владимира 3-й степени (28.01.1917)

## Чины и воинские звания
- Подпоручик (ст. 13.08.1897)
- Поручик (ст. 12.08.1899)
- Штабс-капитан (ст. 12.08.1903)
- Капитан (ст. 07.05.1907)
- Подполковник (ст. 06.12.1913)
- Полковник (ст. 06.12.1915, затем за отличия пожаловано старшинство в чине с 6.06.1914)
- Комкор (20.11.1935)

## Память
- Именем Н. Петина названа улица в Вологде.
- На доме в Вологде, где в 1919 году находился штаб 6-й армии, установлена мемориальная доска.
- 7 декабря 2021 года в Вологде, на улице Петина, возле школы №16 был установлен бюст Николаю Николаевичу  Петину